# Championnat d'Irlande de football 2008
Navigation
Édition précédente Édition suivante
Le Championnat d'Irlande de football en 2008. C’est la deuxième saison de la nouvelle ligue professionnelle, la FAI League of Ireland. Elle se compose de deux divisions, la Premier Division regroupant 12 clubs de l’élite et la First Division composée elle de 10 clubs. La saison se déroule de mars à octobre.
À la fin de la saison 2007, le club de Kilkenny arrivé bon dernier de la First Division ne s’est pas représenté pour faire partie du championnat. Il a donc été remplacé par une nouvelle équipe de la banlieue nord de Dublin, le Sporting Fingal.
L’année 2008 est considérée comme une année de transition car la fédération irlandaise qui organise le championnat a prévu de diminuer le nombre d’équipes en Premier Division à 10 équipes. En conséquence, trois clubs descendent directement en First Division et les matches de barrage sont supprimés. En retour, un seul club monte de First Division.
Autre changement d’importance, la création d’une troisième division semi-professionnelle la A’ Ligue regroupant des équipes B participant au championnat d’Irlande et quelques clubs désireux de se frotter aux professionnels afin de mieux préparer une éventuelle intégration au championnat. À la fin de l’année 2008, un match de barrage est organisé entre le premier de la ‘A’ Championship et le dernier de la First Division afin de déterminer celui qui participe au championnat d’Irlande.
L'équipe championne se qualifie pour le premier tour préliminaire de la Ligue des champions de l'UEFA 2009-2010. Les équipes classées deuxième et troisième se qualifient pour le premier tour préliminaire de la Ligue Europa 2009-2010. Si l'une de ces deux équipes remporte la FAI Cup, le quatrième obtient une place en Ligue Europa.
Le champion et son dauphin se qualifient pour la Setanta Cup 2009.

## Les 22 clubs participants
| Premier Division - Bohemians FC - Bray Wanderers - Cobh Ramblers FC - Cork City FC - Derry City FC - Drogheda United - Finn Harps - Galway United - Shamrock Rovers - Sligo Rovers - St. Patrick's Athletic FC - UC Dublin | First Division - Athlone Town - Dundalk FC - Sporting Fingal FC - Kildare County F.C. - Limerick 37 - Longford Town - Monaghan United - Shelbourne FC - Waterford United - Wexford Youths FC |

## Classement

### Premier Division
| Rang | Équipe                    | Pts | J  | G  | N  | P  | Bp | Bc | Diff |
| ---- | ------------------------- | --- | -- | -- | -- | -- | -- | -- | ---- |
| 1    | Bohemian FC               | 85  | 33 | 27 | 4  | 2  | 55 | 13 | +42  |
| 2    | St. Patrick's Athletic FC | 66  | 33 | 20 | 6  | 7  | 48 | 24 | +24  |
| 3    | Derry City FC             | 58  | 33 | 16 | 10 | 7  | 46 | 25 | +21  |
| 4    | Sligo Rovers              | 48  | 33 | 12 | 12 | 9  | 41 | 28 | +13  |
| 5    | Cork City FC              | 46  | 33 | 15 | 11 | 7  | 45 | 28 | +17  |
| 6    | Bray Wanderers            | 39  | 33 | 11 | 6  | 16 | 28 | 52 | -24  |
| 7    | Shamrock Rovers           | 37  | 33 | 8  | 13 | 12 | 33 | 35 | -2   |
| 8    | Drogheda United T         | 35  | 33 | 12 | 9  | 12 | 38 | 32 | +6   |
| 9    | Galway United             | 32  | 33 | 8  | 8  | 17 | 34 | 49 | -15  |
| 10   | Finn Harps P              | 31  | 33 | 9  | 4  | 20 | 26 | 53 | -27  |
| 11   | Cobh Ramblers FC P        | 26  | 33 | 6  | 8  | 19 | 27 | 55 | -28  |
| 12   | UCD                       | 21  | 33 | 4  | 9  | 20 | 19 | 46 | -27  |

Meilleurs buteurs de Premier Division
| Joueur          | Buts | Club                      |
| --------------- | ---- | ------------------------- |
| Mark Farren     | 16   | Derry City FC             |
| Dave Mooney     | 15   | Cork City FC              |
| Mark Quigley    | 15   | St. Patrick's Athletic FC |
| Killian Brennan | 11   | Bohemians FC              |

### First Division
| Rang | Équipe               | Pts | J  | G  | N  | P  | Bp | Bc | Diff |
| ---- | -------------------- | --- | -- | -- | -- | -- | -- | -- | ---- |
| 1    | Dundalk FC           | 71  | 36 | 21 | 8  | 7  | 69 | 30 | +39  |
| 2    | Shelbourne FC        | 70  | 36 | 20 | 10 | 6  | 55 | 25 | +30  |
| 3    | Waterford United R   | 63  | 36 | 18 | 9  | 9  | 48 | 22 | +26  |
| 4    | Sporting Fingal FC N | 62  | 36 | 17 | 11 | 8  | 53 | 32 | +21  |
| 5    | Limerick 37          | 52  | 36 | 15 | 7  | 14 | 49 | 45 | +4   |
| 6    | Monaghan United      | 47  | 36 | 13 | 8  | 15 | 38 | 51 | -13  |
| 7    | Wexford Youths FC    | 37  | 36 | 10 | 7  | 19 | 36 | 51 | -15  |
| 8    | Longford Town R      | 35  | 36 | 9  | 8  | 19 | 36 | 55 | -19  |
| 9    | Athlone Town         | 32  | 36 | 6  | 14 | 16 | 23 | 51 | -28  |
| 10   | Kildare County F.C.  | 26  | 36 | 6  | 8  | 22 | 34 | 73 | -39  |

Meilleurs Buteurs
| Joueur         | Buts | Club               |
| -------------- | ---- | ------------------ |
| Robbie Doyle   | 16   | Sporting Fingal FC |
| Anto Flood     | 12   | Shelbourne FC      |
| Darren McKenna | 9    | Longford Town      |